# ماكيتو هاتاناكا
ماكيتو هاتاناكا (باليابانية: 畑中 槙人) (7 يونيو 1996 في كاكوغاوا في اليابان – )؛ هو لاعب كرة قدم ياباني سابق كان يلعب كمهاجم.

## وصلات خارجية
- ماكيتو هاتاناكا على موقع رابطة كرة القدم اليابانية للمحترفين (اليابانية)
- ماكيتو هاتاناكا على موقع قاعدة بيانات كرة القدم.إي يو (الإنجليزية)
- ماكيتو هاتاناكا على موقع Soccerway.com (الإنجليزية)